# Bernard d'Ascoli
Pour les articles homonymes, voir d'Ascoli.
 (mars 2013).
Si vous disposez d'ouvrages ou d'articles de référence ou si vous connaissez des sites web de qualité traitant du thème abordé ici, merci de compléter l'article en donnant les références utiles à sa vérifiabilité et en les liant à la section « Notes et références ».
Bernard d'Ascoli, né en 1958 à Aubagne, est un pianiste français.

## Biographie
Né à Aubagne, Bernard d'Ascoli est aveugle depuis l'âge de 3 ans. Il découvre la musique à l'âge de 11 ans, et se met alors à étudier le piano et l'orgue, tout en devenant, à 15 ans, l'un des plus jeunes bacheliers de France de l’année 1974. Après avoir poursuivi des études musicales complètes au Conservatoire de Marseille, sous la direction de Pierre Barbizet, il remporte, à l'âge de 19 ans, le Premier Prix du Concours international de piano de Barcelone.
Il reçoit le Prix Chopin à Santander, et décroche plusieurs trophées aux concours Marguerite Long-Thibaud, Bach de Leipzig et Chopin de Varsovie. C’est cependant son troisième prix au Concours International de Leeds en 1981 et ses débuts consécutifs à Londres qui lui permettent de s'imposer à l'attention du public et de la critique.
Il enregistre alors son premier disque chez EMI et est invité par quelques-uns des plus grands orchestres : London Philharmonic, Royal Philharmonic, Philharmonia, BBC Symphony, Orchestre de chambre d'Europe. Il se produit sous la baguette de chefs tels que Plasson, Casadesus, Guschlbauer, Baudo, Tortelier, Järvi, Svetlanov, Sanderling, Berglund, Leppard, Pritchard, Herbig, Davis, Fischer ou Menuhin.
Entre-temps, il joue dans quelques-unes des grandes salles européennes : Musikverein de Vienne, Royal Albert Hall de Londres ou Concertgebouw d'Amsterdam. Ses concerts l'amènent aux quatre coins du monde, du Sydney Opera House à Washington, de Melbourne à Tokyo…
Ce n’est que plus tard que Bernard d'Ascoli commence à se faire connaître en France, en particulier à la suite de ses récitals à Paris et de ses grandes tournées avec les orchestres de Strasbourg, Lille et Toulouse avec lesquels il joue à plusieurs reprises. En octobre 2000, il est invité, dans le cadre des célébrations olympiques, à l’Opera House de Sydney où il donne récitals et concerts avec l’Orchestre symphonique de cette ville.
Il se produit également avec bien d'autres orchestres prestigieux : English Chamber Orchestra, Symphonique de Montréal, Philharmonique de Dresde ou Symphonique de Boston. Il est l’invité de festivals internationaux, tels ceux des Proms de Londres, de Sintra, Oviedo, Besançon ou La Roque d'Anthéron.
Il dirige des classes de maître dans de grandes écoles internationales (Royal Academy, Royal College, Guildhall…), et, depuis 2001, est le directeur artistique de « Piano Cantabile », centre de formation de haut niveau, basé en Provence, qui propose des cours d'interprétation et de perfectionnement instrumental à de jeunes talents pianistiques.
Bernard d’Ascoli a régulièrement enregistré pour la BBC et, chez Nimbus, il consacre sa production discographique à Chopin et Schumann, dont il grave également le quintette avec le quatuor Schidlof chez Linn Records. Son affinité avec la musique de Chopin l'a conduit à entreprendre, pour Athene-Minerva, une intégrale des scherzos et impromptus, parue en 2005, suivie un an plus tard d'un double album consacré aux nocturnes. Cet enregistrement a été désigné "editor's choice" (disque du mois) par la prestigieuse revue internationale "Gramophone".